# Senneçay
Senneçay est une commune française située dans le département du Cher en région Centre-Val de Loire.

## Géographie
Le centre du village est au carrefour de routes départementales D 34 et D 46. L'A 71 longue la commune à l'ouest. La sortie la plus proche est la n° 7.

### Climat
Pour des articles plus généraux, voir Climat du Centre-Val de Loire et Climat du Cher.
En 2010, le climat de la commune est de type climat océanique dégradé des plaines du Centre et du Nord, selon une étude du CNRS s'appuyant sur une série de données couvrant la période 1971-2000. En 2020, Météo-France publie une typologie des climats de la France métropolitaine dans laquelle la commune est exposée à un climat océanique altéré et est dans la région climatique  Centre et contreforts nord du Massif Central, caractérisée par un air sec en été et un bon ensoleillement. 
Pour la période 1971-2000, la température annuelle moyenne est de 11,1 °C, avec une amplitude thermique annuelle de 15,5 °C. Le cumul annuel moyen de précipitations est de 740 mm, avec 11,7 jours de précipitations en janvier et 7,2 jours en juillet. Pour la période 1991-2020, la température moyenne annuelle observée sur la station météorologique la plus proche, située sur la commune de Dun-sur-Auron à 13 km à vol d'oiseau, est de 12,0 °C et le cumul annuel moyen de précipitations est de 785,3 mm,. Pour l'avenir, les paramètres climatiques de la commune estimés pour 2050 selon différents scénarios d'émission de gaz à effet de serre sont consultables sur un site dédié publié par Météo-France en novembre 2022.

## Urbanisme

### Typologie
Au 1er janvier 2024, Senneçay est catégorisée commune rurale à habitat dispersé, selon la nouvelle grille communale de densité à 7 niveaux définie par l'Insee en 2022.
Elle est située hors unité urbaine. Par ailleurs la commune fait partie de l'aire d'attraction de Bourges, dont elle est une commune de la couronne,. Cette aire, qui regroupe 111 communes, est catégorisée dans les aires de 50 000 à moins de 200 000 habitants,.

### Occupation des sols
L'occupation des sols de la commune, telle qu'elle ressort de la base de données européenne d’occupation biophysique des sols Corine Land Cover (CLC), est marquée par l'importance des territoires agricoles (94,8 % en 2018), une proportion identique à celle de 1990 (95,1 %). La répartition détaillée en 2018 est la suivante : 
terres arables (94,8 %), forêts (3,1 %), zones urbanisées (2,1 %).
L'évolution de l’occupation des sols de la commune et de ses infrastructures peut être observée sur les différentes représentations cartographiques du territoire : la carte de Cassini (XVIIIe siècle), la carte d'état-major (1820-1866) et les cartes ou photos aériennes de l'IGN pour la période actuelle (1950 à aujourd'hui).

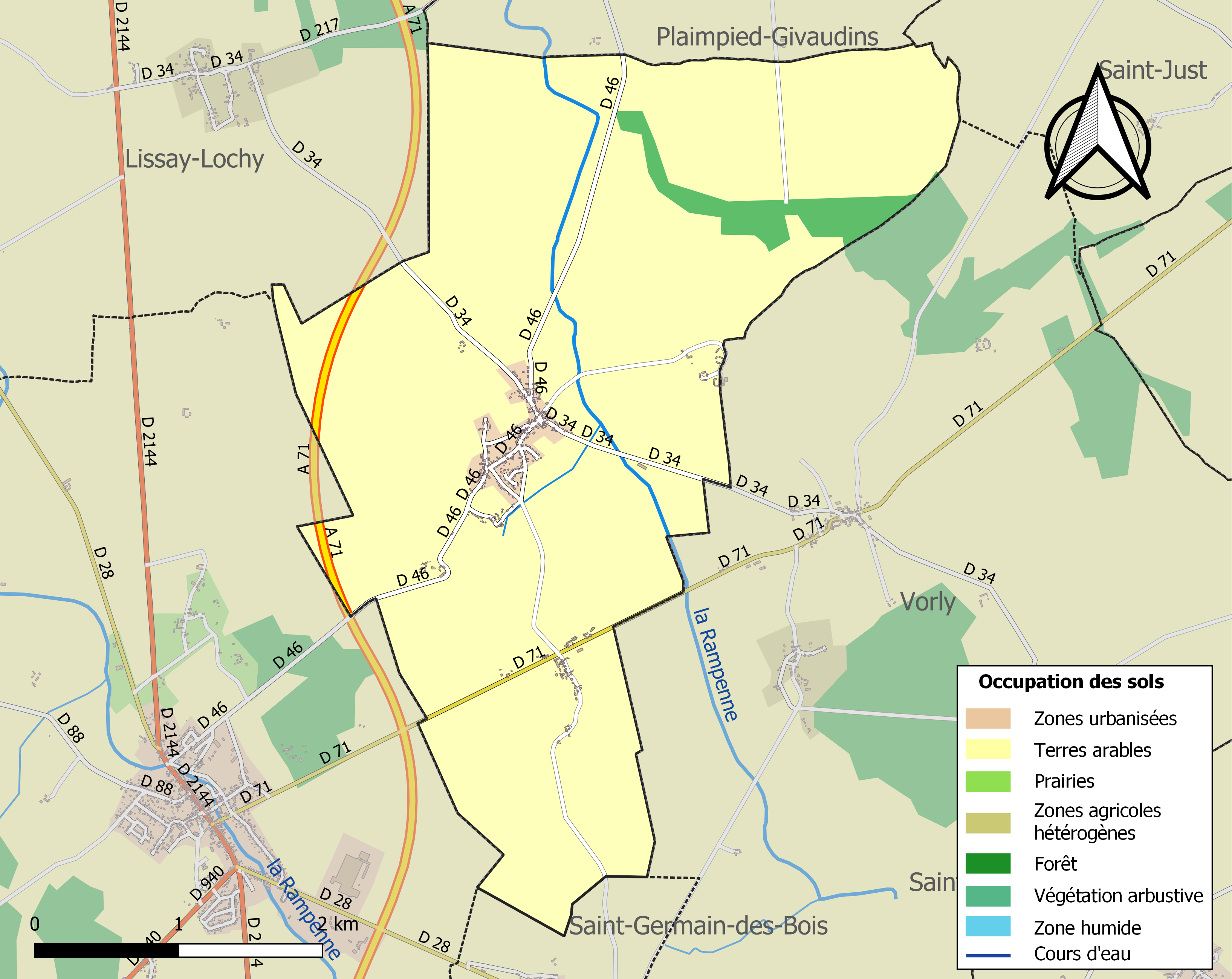
Carte des infrastructures et de l'occupation des sols de la commune en 2018 (CLC).

### Risques majeurs
Le territoire de la commune de Senneçay est vulnérable à différents aléas naturels : météorologiques (tempête, orage, neige, grand froid, canicule ou sécheresse), mouvements de terrains et séisme (sismicité faible). Un site publié par le BRGM permet d'évaluer simplement et rapidement les risques d'un bien localisé soit par son adresse soit par le numéro de sa parcelle.

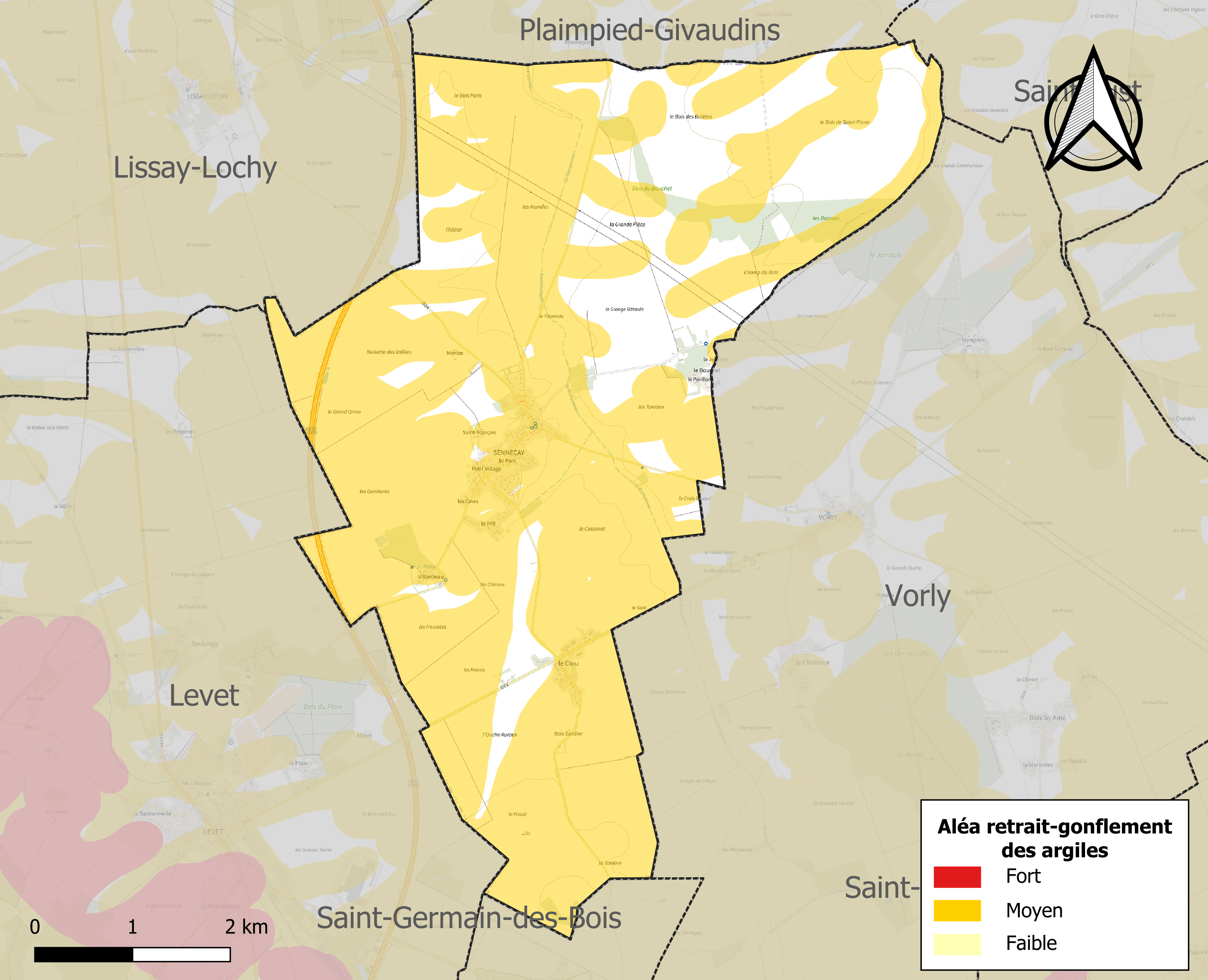
Carte des zones d'aléa retrait-gonflement des sols argileux de Senneçay.

La commune est vulnérable au risque de mouvements de terrains constitué principalement du retrait-gonflement des sols argileux. Cet aléa est susceptible d'engendrer des dommages importants aux bâtiments en cas d’alternance de périodes de sécheresse et de pluie. 77,7 % de la superficie communale est en aléa moyen ou fort (90 % au niveau départemental et 48,5 % au niveau national). Sur les 199 bâtiments dénombrés sur la commune en 2019, 179 sont en aléa moyen ou fort, soit 90 %, à comparer aux 83 % au niveau départemental et 54 % au niveau national. Une cartographie de l'exposition du territoire national au retrait gonflement des sols argileux est disponible sur le site du BRGM,.
Concernant les mouvements de terrains, la commune a été reconnue en état de catastrophe naturelle au titre des dommages causés par des mouvements de terrain en 1999.

## Toponymie
Bas latin Seniciacus. Senecius, nom de personne d’origine gauloise, et suffixe acus.
Seneçay, 1262 (Archives départementales du Cher -4 H, abbaye Saint-Sulpice de Bourges) ; Senecayum, 1263 (Archives départementales du Cher-8 G, abbaye de Plaimpied) ; Casale de Cenessayo, XIIIe s. (Archives départementales du Cher-8 G, chapitre de la Sainte-Chapelle de Bourges) ; Parrochia de Ceneceyo, 1300 (Archives départementales du Cher-8 G, chapitre Saint-Étienne de Bourges) ; Casale de Ceneceyo, 1300 (Archives départementales du Cher-8 G, chapitre Saint-Étienne de Bourges) ; Cenesay, 1380 (Archives départementales du Cher-C 811) ; La paroisse de Senestay, lad. paroisse de Senescay, 28 août 1402 (Archives départementales du Cher-C 812, fol.14a) ; Senesçay, 1402 (Archives Nationales-P 133, fol. 9) ; De Cenesayo, 1421 (Archives départementales du Cher-7 G, chapitre Saint-Pierre-le-Puellier de Bourges) ; Parrochia de Senescayo, 1424 (Archives départementales du Cher-4 H, abbaye Saint-Sulpice de Bourges) ; Senesçay, 1436 (Archives départementales du Cher-8 G, abbaye de Plaimpied) ; La parroisse de Senessay, 1460 (Archives départementales du Cher-1 G, archevêché de Bourges) ; Parrochia de Senesceyo, 1493 (Archives Départementales du Cher-4 H, abbaye Saint-Sulpice de Bourges) ; La parroisse de Senesay, 1501 (Archives Départementales du Cher-4 H, abbaye Saint-Sulpice de Bourges) ; La parroisse de Cenescay, 1508 (Archives départementales du Cher-C, Bureau des Finances de Bourges) ; Parrochia de Senesseyo, 1529 (Archives départementales du Cher-8 G, chapitre Saint-Étienne de Bourges) ; La parroisse de Senecé, 1685 (Archives départementales du Cher-47 H, visitandines de Bourges) ; Senneçay, 14 novembre 1788 (Archives départementales du Cher-C 1109, Élection de Bourges) ; Seneçay, XVIIIe s. (Carte de Cassini).

## Politique et administration
| Période                                  | Période                  | Identité         | Étiquette | Qualité       |
| ---------------------------------------- | ------------------------ | ---------------- | --------- | ------------- |
| avant 1988                               | ?                        | Jean-Paul Roche  |           |               |
| mars 2001                                | mars 2008                | Octave Petitfils |           |               |
| mars 2008                                | mars 2020                | Gérard Rouzeau   |           |               |
| mars 2020                                | En cours (au 07/07/2020) | Irène Thibault   |           | Fonctionnaire |
| Les données manquantes sont à compléter. |                          |                  |           |               |

## Démographie
L'évolution du nombre d'habitants est connue à travers les recensements de la population effectués dans la commune depuis 1793. Pour les communes de moins de 10 000 habitants, une enquête de recensement portant sur toute la population est réalisée tous les cinq ans, les populations de référence des années intermédiaires étant quant à elles estimées par interpolation ou extrapolation. Pour la commune, le premier recensement exhaustif entrant dans le cadre du nouveau dispositif a été réalisé en 2007.

En 2022, la commune comptait 451 habitants, en évolution de −3,43 % par rapport à 2016 (Cher : −2,48 %, France hors Mayotte : +2,11 %).
| 1793 | 1800 | 1806 | 1821 | 1831 | 1836 | 1841 | 1846 | 1851 |
| ---- | ---- | ---- | ---- | ---- | ---- | ---- | ---- | ---- |
| 307  | 375  | 408  | 400  | 437  | 428  | 453  | 475  | 443  |

| 1856 | 1861 | 1866 | 1872 | 1876 | 1881 | 1886 | 1891 | 1896 |
| ---- | ---- | ---- | ---- | ---- | ---- | ---- | ---- | ---- |
| 467  | 487  | 516  | 465  | 459  | 450  | 416  | 406  | 396  |

| 1901 | 1906 | 1911 | 1921 | 1926 | 1931 | 1936 | 1946 | 1954 |
| ---- | ---- | ---- | ---- | ---- | ---- | ---- | ---- | ---- |
| 397  | 397  | 397  | 331  | 328  | 326  | 339  | 290  | 272  |

| 1962 | 1968 | 1975 | 1982 | 1990 | 1999 | 2006 | 2007 | 2012 |
| ---- | ---- | ---- | ---- | ---- | ---- | ---- | ---- | ---- |
| 305  | 328  | 288  | 258  | 347  | 345  | 420  | 431  | 458  |

| 2017 | 2022 | - | - | - | - | - | - | - |
| ---- | ---- | - | - | - | - | - | - | - |
| 472  | 451  | - | - | - | - | - | - | - |

## Culture locale et patrimoine

### Lieux et monuments
- Église Saint-Pierre

### Héraldique
| Blason de Senneçay | Blason  | Écartelé : au 1er d'azur à six étoiles non ordonnées d'argent, aux 2e et 3e d'argent plain, au 4e d'azur plain, au tournesol sable, au bouton d'or et chargé d'une champagne voutée de gueules, brochant en abîme sur l'écartelé, à l'épi de blé tigé d'or et feuillé de six pièces de sable, trois de chaque côté, mouvant de la pointe et sur-brochant. |
| Blason de Senneçay | Détails | Redessiné par Jean-Paul Fernon. |